# IC 2493
IC 2493 — галактика типу S0 (спіральна галактика) у сузір'ї Малий Лев.
Цей об'єкт міститься в оригінальній редакції індексного каталогу.